# Sotteville-lès-Rouen
Sotteville-lès-Rouen [sɔtvil lɛ ʁwɑ̃] ist eine französische Stadt und Gemeinde mit 29.039 Einwohnern (Stand 1. Januar 2022) im Département Seine-Maritime in der Region Normandie. Sie gehört zum Arrondissement Rouen und zu den Kantonen Kanton Le Petit-Quevilly und Sotteville-lès-Rouen dessen Hauptort sie ist.
Nachbargemeinden von Sotteville-lès-Rouen sind: Le Petit-Quevilly im Nordwesten, Rouen im Norden, Bonsecours im Nordosten, Le Grand-Quevilly im Westen, Amfreville-la-Mi-Voie im Osten und Südosten, Petit-Couronne im Südwesten und Saint-Étienne-du-Rouvray.

## Stadtwappen
Ein roter Schrägbalken trennt das blaue Feld, darin ein Bienenkorb mit sieben Bienen, vom Grünen Feld mit der einer goldenen Dampflokomotive früher Bauart darin. Im Schildhaupt steht auf rotem Grund der goldene Leopard/Löwe als Abzeichen des früheren Herzogtum Normandie.

## Geschichte

### Die Anfänge
Sotteville-lès-Rouen liegt an der Römerstraße, die Rouen (Rotomagus) mit Paris (Lutetia) über Caudebec-lès-Elbeuf (Uggade) und Évreux (Mediolanum) verbindet. Spuren gallo-römischer Besiedlung fand man im Ortsteil Quatre-Mares. Der heutige Ortskern von Sotteville-lès-Rouen hat seinen Ursprung rund um die Kirche Notre-Dame de l’Assomption.

### Bahnhof
Bekannt wurde Sotteville für den großen Rangier- und Betriebsbahnhof an der Eisenbahnstrecke der Chemins de fer de l’Ouest von Paris über Rouen nach Le Havre. In seinem Roman „Die Bestie im Menschen“ erwähnt Emile Zola diesen Bahnhof mit dem Hinweis, er sei bei den Eisenbahnern durchfahrender Züge regelrecht gefürchtet, weil seine Gleisführung kompliziert sei und ständig Rangierbetrieb herrsche.
Die Lokomotivbau-Werkstatt Sotteville lieferte von 1842 bis 1843 die erste Großserie Dampflokomotiven auf französischem Boden aus: Es handelte sich um Lokomotiven der Achsfolge 1A1 (Patentee) des britischen Ingenieurs William Buddicom, die nach dessen Stammwerk auch „Crewe“ genannt wurden. Nr. 33 dieser Serie, Saint Pierre, steht heute im Eisenbahnmuseum Mülhausen; diese Bauart schmückt vermutlich auch das Stadtwappen von Sotteville.

### Zweiter Weltkrieg
Am 6. Juni 1940 bombardierte die deutsche Luftwaffe den Bahnhof von Sotteville-lès-Rouen, als sie im Rahmen des Westfeldzuges auf Paris vorstieß. Der Luftangriff von RAF-Bombern in der Nacht vom 18. auf den 19. April 1944 zerstörte ein Drittel der Stadt. Bei der Befreiung am 31. August 1944 wurden 722 Todesopfer gezählt.

### Bevölkerungsentwicklung
| Jahr                       | 1962   | 1968   | 1975   | 1982   | 1990   | 1999   | 2006   | 2020   |
| Einwohner                  | 33.443 | 34.495 | 31.659 | 30.558 | 29.544 | 29.553 | 30.076 | 29.071 |
| Quellen: Cassini und INSEE |        |        |        |        |        |        |        |        |

## Persönlichkeiten
- J. George Hardy (1851–1914), britisch-österreichischer Ingenieur und Eisenbahn-Techniker
- Marcel Lods (1891–1978), Architekt
- André Pican (1901–1942), Kommunist, Lehrer und Widerstandskämpfer gegen den Nationalsozialismus
- Jacques Anquetil (1934–1987), Radrennfahrer
- Anny Duperey (* 1947), Schauspielerin und Autorin